# Campeonato Mundial de Halterofilismo de 2017 - Até 94 kg masculino
A categoria até 94 kg masculino foi um evento do Campeonato Mundial de Halterofilismo de 2017, disputado no Centro de Convenções Anaheim, em Anaheim, nos Estados Unidos, no dia 3 de dezembro de 2017. 

## Calendário
Horário local (UTC-8) 
| Dia           | Horário | Fase    |
| ------------- | ------- | ------- |
| 3 de dezembro | 08:55   | Grupo B |
| 3 de dezembro | 15:25   | Grupo A |

## Medalhistas
| Evento    | Ouro                | Ouro   | Prata                    | Prata  | Bronze               | Bronze |
| --------- | ------------------- | ------ | ------------------------ | ------ | -------------------- | ------ |
| Arranque  | Sohrab Moradi (IRI) | 184 kg | Farkhodbek Sobirov (UZB) | 183 kg | Ragab Abdelhay (EGY) | 172 kg |
| Arremesso | Sohrab Moradi (IRI) | 233 kg | Fares El-Bakh (QAT)      | 220 kg | Ayoub Mousavi (IRI)  | 214 kg |
| Total     | Sohrab Moradi (IRI) | 417 kg | Ayoub Mousavi (IRI)      | 385 kg | Fares El-Bakh (QAT)  | 383 kg |

## Recordes
Antes desta competição, o recorde mundial da prova era o seguinte:
| Recorde         | Tipo      | Atleta                    | Peso   | Local    | Data                   |
| Recorde Mundial | Arranque  | Akakios Kakiasvilis (GRC) | 188 kg | Atenas   | 27 de novembro de 1999 |
| Recorde Mundial | Arremesso | Szymon Kołecki (POL)      | 232 kg | Sófia    | 29 de abril de 2000    |
| Recorde Mundial | Total     | Sohrab Moradi (IRI)       | 413 kg | Asgabade | 23 de setembro de 2017 |

Os seguintes novos recordes foram estabelecidos durante esta competição.
| Arremesso | 233 kg | Sohrab Moradi (IRI) | Recorde mundial |
| Total     | 417 kg | Sohrab Moradi (IRI) | Recorde mundial |

## Resultado
Os resultados foram os seguintes. 
| Pos.              | Atleta                   | Grupo | Arranque (kg) | Arranque (kg) | Arranque (kg) | Arranque (kg)     | Arremesso (kg) | Arremesso (kg) | Arremesso (kg) | Arremesso (kg)    | Total |
| Pos.              | Atleta                   | Grupo | 1             | 2             | 3             | Resultado         | 1              | 2              | 3              | Resultado         | Total |
| ----------------- | ------------------------ | ----- | ------------- | ------------- | ------------- | ----------------- | -------------- | -------------- | -------------- | ----------------- | ----- |
| Medalha de ouro   | Sohrab Moradi (IRI)      | A     | 176           | 182           | 184           | Medalha de ouro   | 220            | 233            | —              | Medalha de ouro   | 417   |
| Medalha de prata  | Ayoub Mousavi (IRI)      | A     | 166           | 166           | 171           | 4                 | 208            | 214            | 218            | Medalha de bronze | 385   |
| Medalha de bronze | Fares El-Bakh (QAT)      | A     | 163           | 167           | 167           | 10                | 210            | 215            | 220            | Medalha de prata  | 383   |
| 4                 | Ragab Abdelhay (EGY)     | A     | 165           | 170           | 172           | Medalha de bronze | 205            | 206            | 209            | 4                 | 378   |
| 5                 | Boady Santavy (CAN)      | B     | 157           | 160           | 165           | 7                 | 195            | 201            | 206            | 6                 | 366   |
| 6                 | Marco Gregório (BRA)     | A     | 165           | 170           | 170           | 6                 | 195            | 201            | 201            | 9                 | 360   |
| 7                 | Nathan Damron (USA)      | B     | 152           | 157           | 157           | 13                | 192            | 200            | 201            | 7                 | 358   |
| 8                 | Georgi Shikov (BUL)      | A     | 164           | 167           | 167           | 8                 | 191            | 191            | 197            | 13                | 355   |
| 9                 | Artur Mugurdumov (ISR)   | B     | 155           | 158           | 160           | 12                | 190            | 190            | 195            | 11                | 353   |
| 10                | Andrés Serna (COL)       | B     | 155           | 155           | 160           | 11                | 192            | 192            | 202            | 12                | 352   |
| 11                | Vikas Thakur (IND)       | B     | 150           | 155           | 157           | 15                | 192            | 196            | 196            | 8                 | 351   |
| 12                | Manuel Sánchez (ESP)     | B     | 150           | 155           | 160           | 14                | 190            | 195            | 198            | 10                | 350   |
| 13                | Chen Po-jen (TPE)        | B     | 160           | 165           | 166           | 5                 | 180            | 180            | 189            | 19                | 346   |
| 14                | Rigoberto Pérez (MEX)    | B     | 146           | 150           | 151           | 20                | 184            | 189            | 191            | 14                | 337   |
| 15                | Eero Retulainen (FIN)    | B     | 147           | 151           | 152           | 18                | 183            | 189            | 192            | 15                | 336   |
| 16                | Edmon Avetisyan (GBR)    | B     | 145           | 149           | 151           | 16                | 178            | 180            | 188            | 18                | 331   |
| 17                | Leonard Cobzariu (ROU)   | B     | 150           | 150           | 157           | 17                | 180            | 185            | 186            | 17                | 330   |
| 18                | Forrester Osei (GHA)     | B     | 143           | 147           | 150           | 19                | 177            | 182            | 182            | 16                | 329   |
| —                 | Farkhodbek Sobirov (UZB) | A     | 175           | 177           | 183           | Medalha de prata  | 203            | 203            | 205            | —                 | —     |
| —                 | Colin Burns (USA)        | A     | 163           | 168           | —             | 9                 | —              | —              | —              | —                 | —     |
| —                 | Jürgen Spieß (GER)       | A     | 163           | 163           | 163           | —                 | —              | —              | —              | —                 | —     |
| —                 | Jung Hyeon-seop (KOR)    | A     | 165           | 165           | 165           | —                 | 202            | 209            | 210            | 5                 | —     |
| DSQ               | Aurimas Didžbalis (LTU)  | A     | 172           | 172           | 176           | —                 | 208            | 212            | 212            | —                 | —     |